# 单环
在环论中，若某非无零因子环除了零理想及其本身兩個理想外沒有其他双边理想，则称该环为单环。特别地，交换环是单环当且仅当它是一个域。 
单环的中心必是一個域，所以单环是该域上的一个結合代數。因此，单代数和单环是相同的概念。 
此外，一些参考文献（例如Lang（2002）或Bourbaki（2012））还要求该环是左阿廷环或右阿廷环（即半单环）。在這種术语下，没有非平凡雙邊理想的非无零因子环被称为准单环（quasi-simple）。 
存在在自身上不是单模的单环，即单环可以有非平凡的左理想和/或右理想：例如域上的全矩阵环，它没有非平凡理想（因为{\displaystyle M_{n}(R)}的任何理想都具有{\displaystyle M_{n}(I)}的形式，其中{\displaystyle I}是{\displaystyle R}的理想），但却有非平凡的左理想（例如，某些固定列为零的矩阵组成的集合）。 
根据阿廷-韦德伯恩定理，所有单左/右阿廷环都是除环上的矩阵环。特别地，如果一个单环是实数域上的有限維度向量空间，则它必然與实数域、複數域或四元數域上的矩阵环同構。 
单环，但非除环上的矩阵环的一个例子是外尔代数。 

## 特徵
如果一個环不包含非平凡的雙邊理想，则它是一個單代数。 
单代数的直接示例是除法代数，其中每个非零元素都有一个乘法逆，比如四元数的实代数。此外，可以证明在除環中有元n  ×  n矩阵的代数是單代數。实际上，它可以描述所有有限維度的单代数，直到同构為止。換言之，在其中心上的任何有限維度單代数与某个除法环上的矩阵代数同构。1907年，约瑟夫·韦德伯恩在其博士学位论文《論超复数》中證明這一件事。該論文出現於伦敦数学学会论文集裡。韋德伯恩在其论文中分類了单和半单代数。单代数是半单代数的构建块：在代数的意义上，任何有限維度的半单代数都是單代數的笛卡尔积。 
後來阿廷-韦德伯恩定理將韋德伯恩的結果廣義化到半单环。 

## 例子
- 一個中心单代数（英语：Central simple algebra）（有时称为布饒爾代数）是一个域F上的有限維度單代數，且該域的中心為F。

设R为实数域，C为複數域，H为四元数域。 
- R上的所有有限維度單代數都與R、C或H上的矩陣環同構。R上的所有中心單代數都與R或H上的矩陣環同構。這些結果由弗罗贝尼乌斯定理（英语：Frobenius theorem (real division algebras)）得出。
- C上的所有有限維度單代數都是中心單代數，與C上的矩陣環同構。
- 有限域上的所有有限維度的中心單代數都與該域上的矩陣環同構。
- 對於一個交换环，下列四個性質都是等價的：作為半單環、作為约化（英语：reduced ring）阿廷环、作為克鲁尔维数為0的約化诺特环以及與域的有限直積同構。

## 韋德伯恩定理
韋德伯恩定理描述具有可逆元素和最小左理想的環的特徵（左阿廷環的條件是第二條假設的廣義化）。也就是說，所有此類的環都是除環上的n × n矩陣，直至同構為止。 
設D為一個除環，Mn(D)為D上有元矩陣的環。因此，可以證明Mn(D)中的所有左理想都用以下形式出現： 
{M ∈ Mn(D) | M的第 n1, ..., nk行沒有元},
對於某個固定{n1, ..., nk} ⊆ {1, ..., n}。因此，Mn(D)中最小理想的格式為 
{M ∈ Mn(D) | 除第k行外其餘所有行都沒有元},
對於某個給定的k。換言之，如果I是一個最小左理想，則I = Mn(D)e，其中e是一個幂等矩阵，在(k, k)元為1，在所有其他地方為0。此外，D與eMn(D)e同構。左理想I可以視作eMn(D)e上的右模。環Mn(D)與該模上同胚的代數同構。 
以上例子引出了下列引理： 

引理：A是一個單位為1，冪等元素為e的環，其中AeA = A。設I為左理想Ae，視作一個eAe上的右模。則A與I上同胚的代數同構，以Hom(I)表示。

證明：我們使用Φ(a)m = am定義「左規則表示」為Φ : A → Hom(I)，對於m ∈ I。Φ是单射的，因為如果a ⋅ I = aAe = 0，則aA = aAeA = 0，暗示a = a ⋅ 1 = 0。 
對於满射，設T ∈ Hom(I)。由於AeA = A，元素1可以表達成1 = Σaiebi。因此 
T(m) = T(1 ⋅ m) = T(Σaiebim) = Σ T(aieebim) = Σ T(aie) ebim = [ΣT(aie)ebi]m.
由於表達式[ΣT(aie)ebi]不取決於m，Φ是滿射的。引理證畢。

從以上引理可以得出韋德伯恩定理。 

定理（韋德伯恩）：如果A是一個有單位1和最小左理想I的環，則A與除環上n × n矩陣的環同構。

證明eAe是一個除環，只需驗證引理的假設，即求一個冪等元素e使得I = Ae。表明A是單環後可以得出A = AeA這個假設。 